# Stygiochthonius barrancoi
Stygiochthonius barrancoi är en spindeldjursart som beskrevs av Carabajal Márquez, Garcia Carrillo och Rodríguez Fernández 200. Stygiochthonius barrancoi ingår i släktet Stygiochthonius och familjen käkklokrypare. Inga underarter finns listade i Catalogue of Life.